# 天明鋳物
天明鋳物（てんみょういもの）は下野国佐野天明（栃木県佐野市）の地で製造された鋳物あるいは佐野の鋳物師によって製造された鋳物。その茶釜は福岡県の芦屋釜とともに「西の芦屋、東の天明」と称された。天命鋳物（天命）と表記されることもある。

## 歴史
天明鋳物の創業時期や由来には諸説ある。伝承では平安時代中期の天慶年間（934～947年）に河内国丹南から5名の鋳物師が移住して藤原秀郷の命で兵器類を鋳造したのが始まりという。
少なくとも鎌倉時代末期には天明の地域で鋳物生産が行われており、弘安年間には民間用の雑炊や湯沸かしなど実用の釜が多く生産された。
その最盛期は室町時代から江戸時代にかけてとされている。室町時代には侘茶の流行とともに茶の湯用の茶釜が多く生産されるようになった。福岡県の芦屋釜が端正優雅な様式なのに対し、天明釜（天命釜）は荒い鋳肌の素朴さや独創的な形態で茶人に好まれた。
その後、中世以来、佐野の領主であった佐野氏が、徳川家の命で慶長7年（1602年）に唐沢山城から春日岡城へ移転することになり、その町割の中で天明金屋町に鋳物師の居住地が形成された。
2023年（令和5年）1月19日、佐野市天明鋳物振興協議会により「天明鋳物」が地域団体商標に登録された。

## 代表的作品
天明鋳物師の鋳造した作品で確認できる最古のものは、元亨元年（1321年）12月の銘をもつ千葉県鋸南町日本寺の寺鐘とされる。記銘のある最古の茶釜は文和元年（1352年）作の極楽寺釜（大阪市立美術館蔵）とされている。
日本寺鐘
千葉県鋸南町の日本寺の寺鐘。元亨元年（1321年）12月の銘があり「下野州佐野庄堀籠郷」と刻まれている。当初は天宝寺鐘として鋳造され、鎌倉五山の浄妙寺鐘となり、その後に日本寺の寺鐘となった。国指定重要文化財。
鉄「極楽律寺」銘尾垂釜
文和元年（1352年）の銘がある茶釜（大阪市立美術館蔵）。国指定重要文化財。
惣宗寺・銅鐘
惣宗寺（佐野厄除け大師）にある重さ1125kgの銅鐘で、明暦4年（1658年）年に天明鋳工105人が合作して寄進したもの。佐野市指定文化財。